# Alberto Gainza Paz
Alberto de Gainza Paz (Buenos Aires, 16 de marzo de 1899 - id, 26 de diciembre de 1977) fue un periodista y empresario argentino.

## Biografía
Alberto de Gainza Paz fue el mayor de los cuatro hijos que tuvieron Alberto de Gainza Lynch y Zelmira Rosa Paz Díaz. Ambos padres pertenecían a familias pudientes de Argentina; en especial Zelmira, quien era la hija de José C. Paz, diputado, y fundador del diario La Prensa, y de Zelmira Díaz Gallardo.
Contrajo matrimonio con Elvira Castro Soto, con quien tuvo ocho hijos: Elvira, Alberto, Máximo, Ezequiel, José, Angélica, Zelmira y Jorge de Gainza Castro.

## Trayectoria enLa Prensa
Alberto Gainza en 1943, asumió el rol de director del diario La Prensa de manos de su tío, Ezequiel Pedro Paz, quien se había retirado por motivos de salud. 
Una vez realizado los comicios presidenciales de 1946, La Prensa no dio a conocer la noticia de que Perón había resultado elegido presidente. Tardó más de un mes en imprimir la novedad, de modo indirecto, publicando una cita del New York Times que daba por hecho que Perón había ganado las elecciones presidenciales. Al transmitirse el poder, el diario realizó la crónica del hecho sin mencionar ninguna vez a Perón.
El historiador radical Félix Luna cuestionó la conducta de La Prensa:

Desde el punto de vista de la ética periodística, la posición de la prensa independiente fue condenable. El castigo a este sectarismo llegó por sí mismo: la deformación de la realidad fue tan completa que todos, los que escribían y los que leían, llegaron a convencerse de que la imagen presentada era cierta; que la Unión Democrática representaba la arrasadora mayoría del país frente a minúsculas turbas despreciables.
Félix Luna, El 45,

El 31 de octubre de 1946, el abogado Eugenio Moraggi denunció ante la Aduana a los diarios La Prensa y La Nación por evasión de impuestos al utilizar papel importado para realizar avisos de carácter comercial, sin pagar derechos de importación, situación que no podía considerarse incluida en la exención impositiva para el papel destinado a la publicación de noticias. La Aduana terminó ordenando el pago de los impuestos adeudados por ambos diarios desde 1939. a raíz de ello el diario fue sancionado por una serie de incumplimientos legales, sobre todo en materia de evasión impositiva y laboral, acciones antisindicales e irregularidades contables, que llevaron a que el Congreso de la Nación dispusiera su expropiación. En 1948, un fallo de la justicia porteña le exigió a La Prensa pagar los derechos aduaneros del papel empleado en la impresión de avisos. La multa fue multimillonaria porque incluyó los impuestos no abonados por un período de diez años. En paralelo, una investigación parlamentaria descubrió que La Prensa había recibido un crédito preferencial de 216 millones de pesos del Banco Provincia de Buenos Aires durante el gobierno de facto de Uriburu para comprar una rotativa, que fue declarado incobrable durante el gobierno de Agustín Justo.
A principios de 1951, el diario La Prensa enfrentó un conflicto laboral con el Sindicato de Vendedores de Diarios, que reclamaba que La Prensa tomara medidas para proteger a los "canillitas", en muchos casos niños afectados por el abuso laboral y la explotación. El sindicato dispuso una huelga durante la cual no vendían el diario, exigiendo que los canillitas recibieran una participación sobre los ingresos por avisos clasificados. Durante el conflicto, un grupo agresor nunca identificado, no perteneciente al gremio gráfico, ni al de canillitas, atacó a balazos el diario,{ matando al obrero de la expedición Roberto Nuñez.[cita requerida]
En 1954 Alberto Gainza Paz en su residencia veraniega de Punta del Este, ofreció apoyos para el plan de magnicidio de Juan Domingo Perón, junto con el empresario radical Lamuraglia ofreció se comprometió a financiar un futuro golpe, en noviembre de 1954 se reunieron finalmente Bassi, Lamuraglia, Francisco Manrique, Néstor Noriega, el excapitán del ejército Walter Viader, Carlos Bruzzone, el comandante de tropas de la Fuerza Aérea Agustín de la Vega, y políticos opositores entre ellos el político radical Miguel Ángel Zavala Ortiz, el intelectual conservador Américo Ghioldi, Jaime Mejía, Mario Amadeo y el abogado Luis María de Pablo Pardo, futuro Ministro del Interior del dictador Eduardo Lonardi, Adolfo Vicchi futuro embajador ante Estados Unidos durante la dictadura de Aramburu y Alberto Benegas Lynch. planeando el Bombardeo a Plaza de mayo por escuadrones de aviones pertenecientes a la Armada Argentina, que al siguiente año bombardearon y ametrallaron con munición aérea de 20 mm a la Plaza de Mayo y la Casa Rosada, así como el edificio de la CGT (Confederación General del Trabajo) y la entonces residencia presidencial, matando a más de 308 personas e hiriendo a más de 700, entre civiles y militares (en el bombardeo y los combates que siguieron).
Regresó a la dirección del diario La Prensa, en 1956, al año siguiente del derrocamiento de Perón. Las relaciones entre la dictadura y La Prensa fueron estrechas y en 1957 el dictador Pedro Eugenio Aramburu designó a Alberto Gainza Paz, dueño del diario, para gestionar en Estados Unidos apoyo financiero para el gobierno militar. El golpe contó entre sus impulsores más fervientes al matutino Gainza dio su apoyo explícito a través de una editorialización sistemática acerca de su coincidencia con los objetivos de la dictadura y contra el peronismo.
En el primer aniversario del bombardeo de la Plaza de Mayo por obra de la aviación donde fueron asesinadas más de 300 personas Gainza Paz escribiría una editorial conmemorativa al bombardeo, calificandolá como "gesta patria", expresó que
aquella acción se había convertido en el principio del fin del gobierno
peronista, y que el bombardeo tenía por objeto "reconquistar la libertad perdida para
restablecer las instituciones tradicionales de los argentinos".
A través del diario La Prensa apoyó y el golpe de Estado de 1976, que instauró la dictadura autodenominada Proceso de Reorganización Nacional. Gainza Paz quien afirmó que

las instituciones cayeron en 1973 no con el golpe.

 En una editorial favorable al golpe de Estado Gainza Paz escribió: 

En dos horas, sin el asomo de una sola falla, al cabo de una operación impecable, precisa, sin estridencias vanas y sin disparar un solo tiro, las Fuerzas Armadas de la Constitución pusieron término al desempeño ilegítimo del gobierno instaurado el 25 de mayo de 1973".

Los primeros pasos, actos y palabras de la Junta Militar han generado confianza. No es poco. El comienzo es alentador. Su andar cauteloso y sin embargo firme, la mesura de su lenguaje, no exento de energía, la claridad de sus objetivos y el sereno vigor.

Dio su apoyo explícito a través de una editorialización sistemática acerca de su coincidencia con los objetivos del Proceso de Reorganización Nacional y contra el peronismo. Gainza colaboró con Ramón Camps. Bajo la dirección de Paz La Prensa fue el medio que más mostró su tendencia pro golpista, fue el único diario que el día del golpe lo puso en su tapa: “El país se encuentra bajo el control operacional de las Fuerzas Armadas”. Y publicó los primeros comunicados del gobierno militar. La Prensa, destacó las figuras de los golpistas, publicó la proclama de los comandantes y la lista de los interventores militares en las provincias.
Los años que le siguieron al golpe, mostraban la postura adoptada, complicidad y silencio. Desde el primer día de la asunción de la Junta Militar difundieron los beneficios que este cambio representaba para el país y se alinearon en defensa de su política y  sus intereses.